# Hole in the World
Hole in the World è un singolo del gruppo musicale statunitense Eagles, pubblicato nel 2003. Scritta da Don Henley e Glenn Frey, in risposta agli attacchi dell'11 settembre 2001, pubblicata nel 2003. Questa è la prima registrazione degli Eagles senza il chitarrista Don Felder dal 1974, ed è stato pubblicato come un singolo DVD con alcune tracce bonus: il mix stereo "Hole in the World" e la traccia multicanale 5.1, il video, outtakes dal video e un trailer per il DVD Farewell 1 Tour-Live da Melbourne.
Hole in the World appare sull'album della compilation del 2003 The Very Best Of, così come sul DVD (solo nella prima edizione). È stato anche incluso come bonus track nell'edizione Deluxe dell'album 2007, Long Road Out of Eden.

## Tracce
1. Hole in the World – 4:18 (Frey, Henley)
2. Hole in the World (live) – 4:17 (Frey, Henley)

## Formazione
- Don Henley - batteria, cantado
- Glenn Frey - cori, piano elettrico, chitarra acustica
- Joe Walsh - organo Hammond, cori
- Timothy B. Schmit - basso, cori

## Musicisti aggiuntivi
- Steuart Smith: chitarra elettrica
- Will Hollis: pianoforte acustico
- Scott F. Crago: percussioni

## Classifiche
| Classifica                       | Posizione migliore |
| -------------------------------- | ------------------ |
| Billboard Canadian Singles Chart | 11                 |
| MegaCharts                       | 51                 |
| Official Singles Chart           | 69                 |
| Billboard Hot 100                | 69                 |
| Adult Contemporary               | 5                  |
| Adult Top 40                     | 38                 |